# Децима (інтервал)

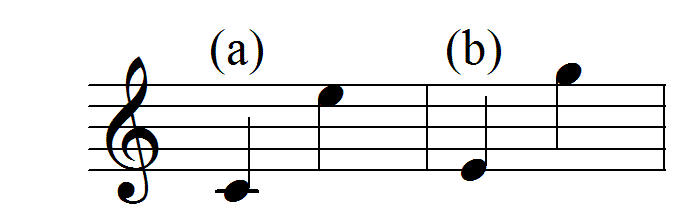
(a) — велика децима,
(b) — мала децима

Децима (лат. decima — десята) — музичний інтервал шириною десять ступенів, позначається числом 10. Перевищує обсяг октави. Часто сприймається як складений інтервал, тобто як терція через октаву. Подібно до терції, має два основні різновиди:
- велика децима (в.10) містить шістнадцять півтонів,
- мала децима (м.10) — п'ятнадцять півтонів.

Децими, як і терції, — консонуючі інтервали. У порівнянні з іншими інтервалами, вищими від октави, децима частіше зустрічається у мелодійних зворотах.